# José Maldonado Cortes
José Maldonado Cortes (Estremoz, 2 de julho de 1938) é um cavaleiro tauromáquico português.
Estreou-se em público na praça de toiros de Estremoz, a 1 de março de 1954. Recebeu em Lisboa, na Monumental do Campo Pequeno, a 22 de abril de 1962, a alternativa de cavaleiro tauromáquico, das mãos de Pedro Louceiro. Obteve muitos êxitos, tanto nas praças portuguesas como em Espanha, França e México. 